# Villa Constitución
Villa Constitución är en kommunhuvudort i Argentina.   Den ligger i provinsen Santa Fe, i den centrala delen av landet, 240 km nordväst om huvudstaden Buenos Aires. Villa Constitución ligger 32 meter över havet och antalet invånare är 44 271.
Terrängen runt Villa Constitución är platt. Runt Villa Constitución är det ganska tätbefolkat, med 116 invånare per kvadratkilometer.. Närmaste större samhälle är San Nicolás de los Arroyos, 15,4 km sydost om Villa Constitución. 
Trakten runt Villa Constitución består huvudsakligen av våtmarker.